# Meaux (quận)
Quận Meaux là một quận của Pháp, nằm ở tỉnh Seine-et-Marne, ở vùng Île-de-France. Quận này có 8 tổng và 128 xã.

## Đơn vị hành chính

### Tổng
Các tổng của quận Meaux là: 
1. Coulommiers
2. Crécy-la-Chapelle
3. Dammartin-en-Goële
4. La Ferté-sous-Jouarre
5. Lizy-sur-Ourcq
6. Meaux-Nord
7. Meaux-Sud
8. Mitry-Mory

### Xã
Các xã của quận Meaux, và mã INSEE là: 
| 1. Armentières-en-Brie (77008)     | 2. Aulnoy (77013)                      | 3. Barcy (77023)                        |
| 4. Bassevelle (77024)              | 5. Beautheil (77028)                   | 6. Boissy-le-Châtel (77042)             |
| 7. Bouleurs (77047)                | 8. Boutigny (77049)                    | 9. Bussières (77057)                    |
| 10. Chailly-en-Brie (77070)        | 11. Chambry (77077)                    | 12. Chamigny (77078)                    |
| 13. Changis-sur-Marne (77084)      | 14. Charmentray (77094)                | 15. Charny (77095)                      |
| 16. Chauconin-Neufmontiers (77335) | 17. Citry (77117)                      | 18. Cocherel (77120)                    |
| 19. Compans (77123)                | 20. Condé-Sainte-Libiaire (77125)      | 21. Congis-sur-Thérouanne (77126)       |
| 22. Couilly-Pont-aux-Dames (77128) | 23. Coulombs-en-Valois (77129)         | 24. Coulommes (77130)                   |
| 25. Coulommiers (77131)            | 26. Coutevroult (77141)                | 27. Crouy-sur-Ourcq (77148)             |
| 28. Crécy-la-Chapelle (77142)      | 29. Crégy-lès-Meaux (77143)            | 30. Cuisy (77150)                       |
| 31. Dammartin-en-Goële (77153)     | 32. Dhuisy (77157)                     | 33. Douy-la-Ramée (77163)               |
| 34. Esbly (77171)                  | 35. Étrépilly (77173)                  | 36. Faremoutiers (77176)                |
| 37. Forfry (77193)                 | 38. Fresnes-sur-Marne (77196)          | 39. Fublaines (77199)                   |
| 40. Germigny-l'Évêque (77203)      | 41. Germigny-sous-Coulombs (77204)     | 42. Gesvres-le-Chapitre (77205)         |
| 43. Giremoutiers (77206)           | 44. Gressy (77214)                     | 45. Guérard (77219)                     |
| 46. Isles-les-Meldeuses (77231)    | 47. Isles-lès-Villenoy (77232)         | 48. Iverny (77233)                      |
| 49. Jaignes (77235)                | 50. Jouarre (77238)                    | 51. Juilly (77241)                      |
| 52. La Celle-sur-Morin (77063)     | 53. La Ferté-sous-Jouarre (77183)      | 54. La Haute-Maison (77225)             |
| 55. Le Mesnil-Amelot (77291)       | 56. Le Plessis-Placy (77367)           | 57. Le Plessis-aux-Bois (77364)         |
| 58. Le Plessis-l'Évêque (77366)    | 59. Lizy-sur-Ourcq (77257)             | 60. Longperrier (77259)                 |
| 61. Luzancy (77265)                | 62. Maisoncelles-en-Brie (77270)       | 63. Marchémoret (77273)                 |
| 64. Marcilly (77274)               | 65. Mareuil-lès-Meaux (77276)          | 66. Mary-sur-Marne (77280)              |
| 67. Mauperthuis (77281)            | 68. Mauregard (77282)                  | 69. May-en-Multien (77283)              |
| 70. Meaux (77284)                  | 71. Messy (77292)                      | 72. Mitry-Mory (77294)                  |
| 73. Montceaux-lès-Meaux (77300)    | 74. Montgé-en-Goële (77308)            | 75. Monthyon (77309)                    |
| 76. Montry (77315)                 | 77. Mouroux (77320)                    | 78. Moussy-le-Neuf (77322)              |
| 79. Moussy-le-Vieux (77323)        | 80. Méry-sur-Marne (77290)             | 81. Nanteuil-lès-Meaux (77330)          |
| 82. Nanteuil-sur-Marne (77331)     | 83. Nantouillet (77332)                | 84. Ocquerre (77343)                    |
| 85. Oissery (77344)                | 86. Othis (77349)                      | 87. Penchard (77358)                    |
| 88. Pierre-Levée (77361)           | 89. Poincy (77369)                     | 90. Pommeuse (77371)                    |
| 91. Précy-sur-Marne (77376)        | 92. Puisieux (77380)                   | 93. Quincy-Voisins (77382)              |
| 94. Reuil-en-Brie (77388)          | 95. Rouvres (77392)                    | 96. Saint-Augustin (77400)              |
| 97. Saint-Fiacre (77408)           | 98. Saint-Germain-sur-Morin (77413)    | 99. Saint-Jean-les-Deux-Jumeaux (77415) |
| 100. Saint-Mard (77420)            | 101. Saint-Mesmes (77427)              | 102. Saint-Pathus (77430)               |
| 103. Saint-Soupplets (77437)       | 104. Sainte-Aulde (77401)              | 105. Saints (77433)                     |
| 106. Sammeron (77440)              | 107. Sancy (77443)                     | 108. Saâcy-sur-Marne (77397)            |
| 109. Sept-Sorts (77448)            | 110. Signy-Signets (77451)             | 111. Tancrou (77460)                    |
| 112. Thieux (77462)                | 113. Trilbardou (77474)                | 114. Trilport (77475)                   |
| 115. Trocy-en-Multien (77476)      | 116. Ussy-sur-Marne (77478)            | 117. Varreddes (77483)                  |
| 118. Vaucourtois (77484)           | 119. Vendrest (77490)                  | 120. Vignely (77498)                    |
| 121. Villemareuil (77505)          | 122. Villeneuve-sous-Dammartin (77511) | 123. Villenoy (77513)                   |
| 124. Villeroy (77515)              | 125. Villiers-sur-Morin (77521)        | 126. Vinantes (77525)                   |
| 127. Vincy-Manœuvre (77526)        | 128. Voulangis (77529)                 |                                         |